# Orroli
Orroli (en sard, Orroli) és un municipi italià, dins de la província de Sardenya del Sud. L'any 2007 tenia 2.647 habitants. Es troba a la regió de Sarcidano. Limita amb els municipis d'Escalaplano, Esterzili, Goni, Nurri i Siurgus Donigala. Al seu territori hi ha el complex arqueològic de nuraghe Arrubiu.

## Administració
| Període | Identitat       | Partit        |
| ------- | --------------- | ------------- |
| 2006-   | Antonio Orgiana | Llista cívica |